# Alexei Savinov
Alexei Savinov (n. 19 aprilie 1979 în Chișinău) este un fotbalist moldovean care în prezent este antrenor a echipei FC Voluntari din chișinău . Alexei Savinov a fost un apărător foarte bun care a jucat pentru selecționata Moldovei